# Centre pénitentiaire de Poitiers-Vivonne
Le centre pénitentiaire de Poitiers-Vivonne, parfois appelé centre pénitentiaire de Vivonne, est un établissement pénitentiaire français situé dans la commune de Vivonne, à 22 km au sud de Poitiers, dans le département de la Vienne, en région Nouvelle-Aquitaine. Ouvert en 2009 dans le cadre du programme 13 200, sa capacité d'accueil s'élève à 560 personnes détenues. 

## Histoire
La construction d'un nouvel établissement à Poitiers est envisagée dans le cadre du « programme 13 200 » contenu dans la loi d'orientation et de programmation pour la justice du 19 septembre 2002. 
Le site de 22 hectares est acquis par l'État en août 2006, l'autorisation d'occupation temporaire (AOT) est délivrée en octobre 2006 et les travaux commencent en mai 2007. Construit en partenariat public-privé (PPP), le centre pénitentiaire est livré à l'administration pénitentiaire le 12 juin 2009. 
Après l'ouverture des établissements de Roanne, de Lyon-Corbas et de Nancy-Maxéville, Poitiers-Vivonne est le premier établissement du deuxième contrat de PPP à être livré. Celui-ci concerne également la construction des établissements de Béziers, du Havre et du Mans.
L'ouverture du centre pénitentiaire a permis la fermeture simultanée de l'ancienne maison d'arrêt dite « Pierre Levée », construite au centre de Poitiers en 1906, d'une capacité de 101 places.

## Localisation
L'établissement est situé à 22 km au sud de Poitiers et à 2 km du centre de Vivonne, sur un domaine de 22 hectares.
Il est accessible par la route en suivant la RD 742, par le train grâce à la ligne de TER Poitiers-Angoulême qui dessert la gare de Vivonne plusieurs fois par jour et par une ligne de bus régulière. 

## Description
En France, un centre pénitentiaire est un établissement pénitentiaire regroupant plusieurs quartiers soumis à des régimes de détention différents. 
Le centre pénitentiaire de Poitiers-Vivonne, d'une capacité totale de 560 places, comprend :
- Un quartier maison d'arrêt pour hommes de 240 places ;
- Un quartier maison d'arrêt pour femmes de 15 places ;
- Un quartier centre de détention pour hommes de 240 places ;
- Un quartier centre de détention pour femmes de 15 places dont 2 places de nursery.

Il comporte également un quartier d'accueil de 30 places dédié aux détenus arrivants ainsi qu'un service médico-psychologique régional (SMPR) de 20 places. L'unité sanitaire, qui assure les soins somatiques, est rattachée au centre hospitalier universitaire de Poitiers. 
Les personnes détenues peuvent travailler et bénéficier de formations professionnelles au sein d'ateliers de travail pénitentiaire d'une superficie de 2 400 m2. 
L'établissement est rattaché à la direction interrégionale des services pénitentiaires de Bordeaux. Il est situé dans le ressort de la cour d'appel de Poitiers et du tribunal judiciaire de Poitiers.